# U 62 (U-Boot, 1916)
U 62 war ein dieselelektrisches U-Boot der deutschen Kaiserlichen Marine im Ersten Weltkrieg.

## Einsätze
U 62 lief am 2. August 1916 bei der AG Weser in Bremen vom Stapel und wurde am 30. Dezember 1916 in Dienst gestellt. Die Kommandanten des Bootes waren Ernst Hashagen (30. Dezember 1916 bis 24. Dezember 1917 sowie 10. März 1918 bis 11. November 1918) und Otto Wiebalck (25. Dezember 1917 bis 9. März 1918).
U 62 war der 2. U-Boot-Halbflottille innerhalb der I. U-Boot-Flottille zugeordnet. Es führte während des Ersten Weltkriegs neun Feindfahrten in der Nordsee sowie im östlichen Nordatlantik durch. Dabei wurden insgesamt 46 Handelsschiffe der Entente und neutraler Staaten mit einer Gesamttonnage von 123.252 BRT versenkt. Zudem gelang die Versenkung eines kleinen und eines großen Kriegsschiffs:
Am 30. April 1917 sank die britische Sloop und U-Boot-Falle Tulip mit 1.250 BRT südwestlich von Irland nach einem Torpedotreffer; dabei kamen 102 Seeleute ums Leben. Der Kommandant der U-Boot-Falle Norman McCrea Lewis wurde gefangen genommen und hielt 1929 gemeinsam mit dem Kommandanten von U 62, Ernst Hashagen, Vorträge in England.
Das größte von U 62 versenkte Schiff war der britische Hilfskreuzer Orama (12.927 BRT), der am 19. Oktober 1917 vor der Küste Irlands torpediert wurde. Dabei gab es fünf Todesopfer. Am gleichen Tag beschoss U 62 den Schnelldampfer J. L. Luckenbach – die ehemals deutsche Saale – etwa 160 Meilen westlich von Ouessant in der Biskaya. Die Fracht des Dampfers fing dabei Feuer. Der US-amerikanische Zerstörer Nicholson half dem Schiff, indem er U 62 abdrängte und das Feuerlöschen unterstützte. Beide Schiffe erreichten am 21. Oktober 1917 Le Havre. Es gab auf Seiten der Entente neun Verletzte, jedoch keine Toten.
400 Meilen westlich von Brest wurde am 7. August 1918 der französische Panzerkreuzer Dupetit-Thouars (9.517 BRT) versenkt; die Besatzung konnte bis auf 13 Mann durch US-amerikanische Zerstörer gerettet werden.

## Verbleib
Nach Kriegsende wurde U 62 am 21. oder 22. November 1918 an Großbritannien ausgeliefert. In den Jahren 1919 und 1920 erfolgte die Verschrottung in Bo’ness.

## VonU 62versenkte Schiffe (Auswahl)

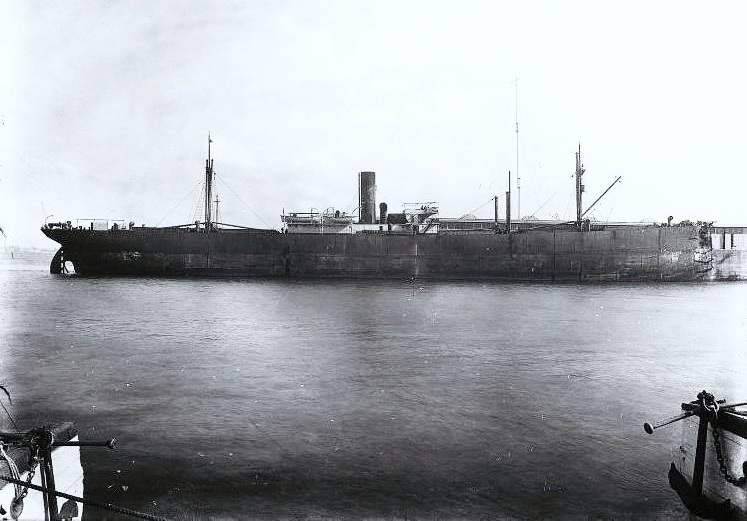
Norwegischer Kohlefrachter Storstad, versenkt am 8. März 1917
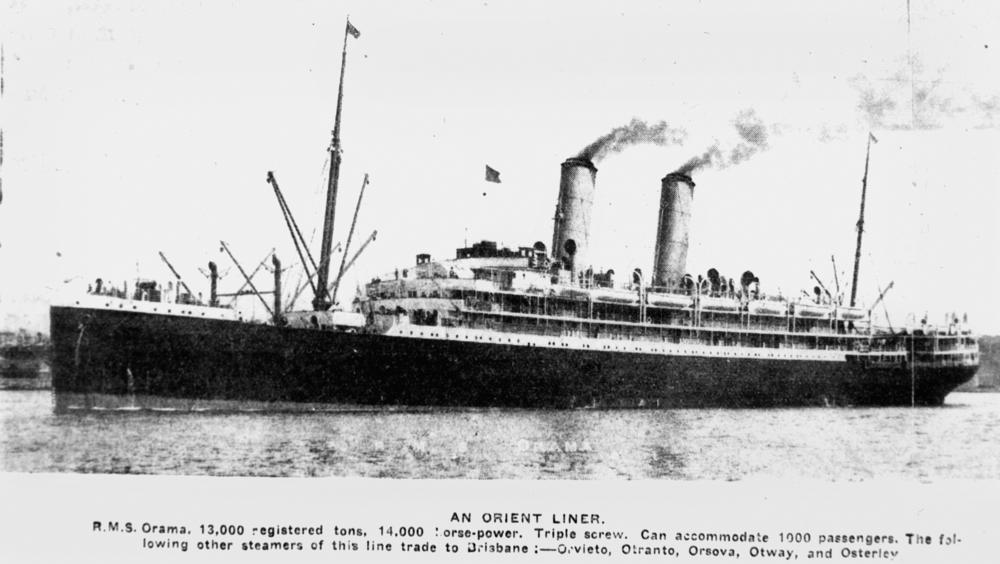
Britischer Hilfskreuzer Orama, versenkt am 19. Oktober 1917
Britischer Dampfer Ausonia, versenkt am 30. Mai 1918
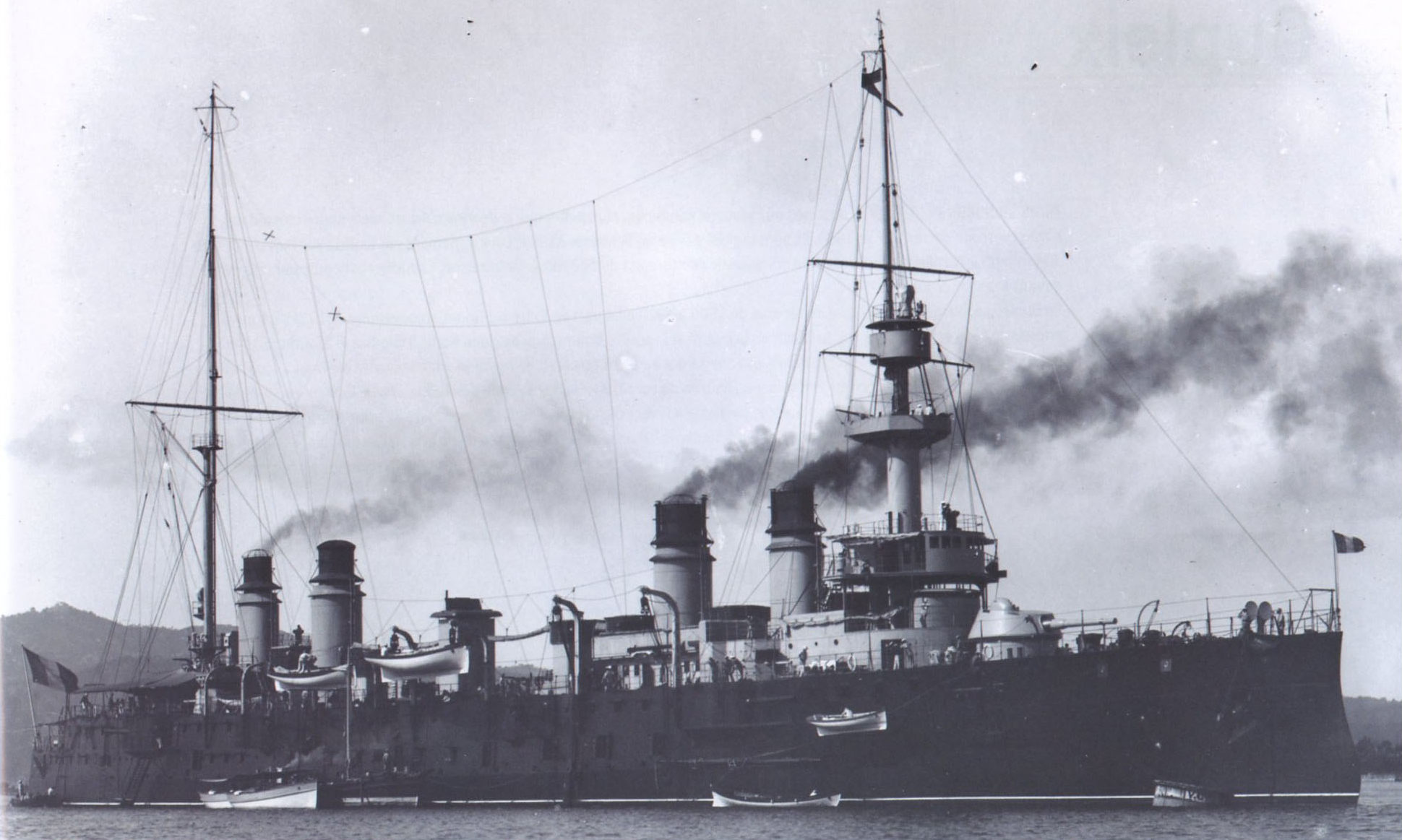
Französischer Panzerkreuzer Dupetit-Thouars, versenkt am 7. August 1918